# Avilés
Avilés je třetí největší město autonomního společenství a zároveň provincie Asturie ve Španělsku.
Město má jedny z nejstarších známek osídlení v oblasti Asturie a Kantábrie.

## Doprava
Prochází tudy Evropská silnice E70 ze španělského města A Coruña do Gruzie.

## Sport
Uskutečnilo se zde mistrovství světa ve sportovním lezení 2007.

## Galerie

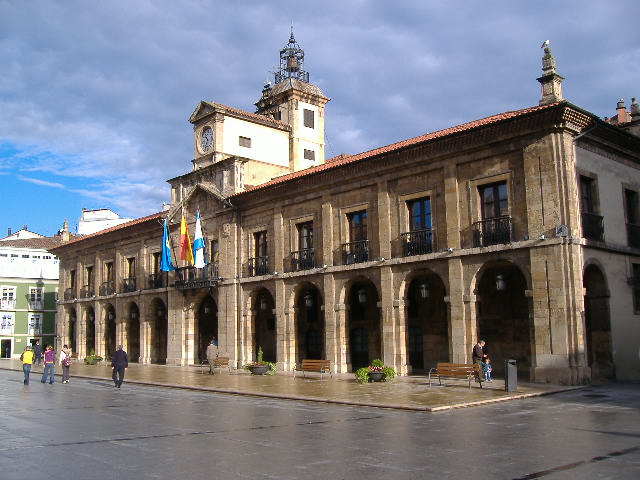
Avilés
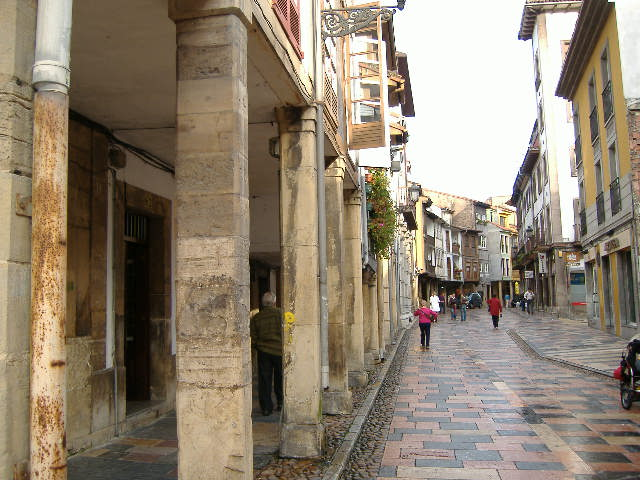
Calle Rivero (Avilés)
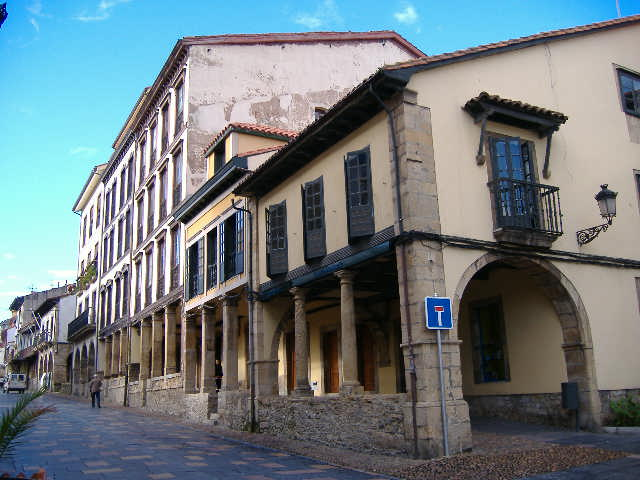
Calle Galiana (Avilés)
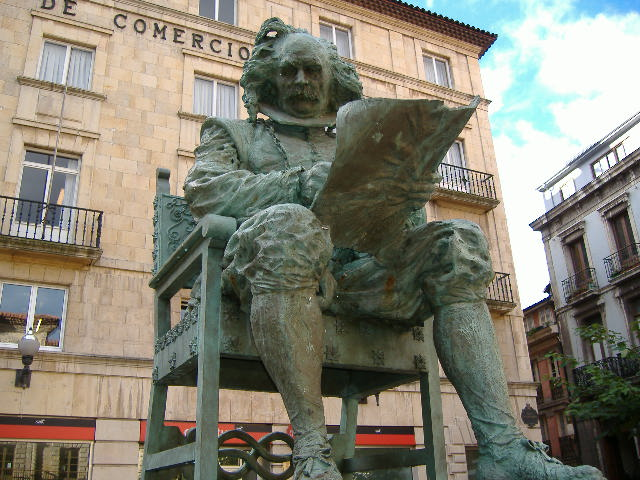
Socha španělského malíře Juana Carreñi de Mirandy v Avilés

## Partnerská města
- St. Augustine, Florida, Spojené státy americké
- Saint-Nazaire, Francie
- Al-´Ajún, Maroko
- Cárdenas, Kuba